# 붉은배영원속
붉은배영원속(학명: Cynops)은 도롱뇽목 영원과 영원아과에 속한 영원의 총칭으로, 해당 속에 속한 영원들을 가리켜 영명을 따라 파이어벨리뉴트(영어: Fire belly newt)라 일컫기도 한다. 중국과 일본에 서식하며, 대개 인체에 해로운 독성 물질을 머금고 있다.

## 하위 종
2019년 10월 기준으로 다음 10종이 확인되었다.
- 청궁붉은배영원 (Cynops chenggongensis)
- 추숑붉은배영원 (Cynops cyanurus)
- 칼꼬리영원 (Cynops ensicauda)
- 푸딩붉은배영원 (Cynops fudingensis)
- 광동붉은배영원 (Cynops glaucus)
- 중국붉은배영원 (Cynops orientalis)
- 다양영원 (Cynops orphicus)
- 일본붉은배영원 (Cynops pyrrhogaster)
- †윈난호반영원 (Cynops wolterstorffi)
- 윈난영원 (Cynops yunnanensis)